# Ейрлоджикс
Airlogix (укр. «Ейрлоджикс») — товариство з обмеженою відповідальністю, яке виготовляє безпілотні літальні апарати.
Основним продуктом компанії є безпліотний авіаційний комплекс "ГОР", який розробили на основі запитів від військових.

## Історія
Стартап Airlogix було засновано 2020 року, основна діяльність була повʼязана з розробкою комерційних БпЛА для доставки медичних вантажів. У 2022 році після початку повномасштабного вторгнення росії в Україну, компанія змінила всій фокус з розробки комерційних БпЛА у напрямку БпЛА для розвідки та ціленаведення артилерії.
У липні 2023 року компанія отримала перше Державне замовлення. Компанією було представлено безпілотник "ГОР" на Міжнародній виставці EDEX 2023 у Каїрі. Компанія є резидентом Дія.City.

## Продукція
- БпАК "ГОР" (2022)